# Saison 2002-2003 des Celtics de Boston
La saison 2002-2003 des Celtics de Boston est la 57e saison de la franchise américaine de la National Basketball Association (NBA).

## Draft
| Tour | Rang | Joueur          | Position | Nationalité | Provenance  |
| ---- | ---- | --------------- | -------- | ----------- | ----------- |
| 2    | 50   | Darius Songaila | PF       | Lituanie    | Wake Forest |

## Classements de la saison régulière
| Conférence Est | Conférence Est                 | Conférence Est | Conférence Est | Conférence Est |
| No             | Franchise                      | Vic.           | Déf.           | PCT            |
| -------------- | ------------------------------ | -------------- | -------------- | -------------- |
| 1              | Pistons de Détroit             | 50             | 32             | 61.0           |
| 2              | Nets du New Jersey             | 49             | 33             | 59.8           |
| 3              | Pacers de l'Indiana            | 48             | 34             | 58.5           |
| 4              | 76ers de Philadelphie          | 48             | 34             | 58.5           |
| 5              | Hornets de La Nouvelle-Orléans | 47             | 35             | 57.3           |
| 6              | Celtics de Boston              | 44             | 38             | 53.7           |
| 7              | Bucks de Milwaukee             | 42             | 40             | 51.2           |
| 8              | Magic d'Orlando                | 42             | 40             | 51.2           |
|                |                                |                |                |                |
| 9              | Knicks de New York             | 37             | 45             | 45.1           |
| 10             | Wizards de Washington          | 37             | 45             | 45.1           |
| 11             | Hawks d'Atlanta                | 35             | 47             | 42.7           |
| 12             | Bulls de Chicago               | 30             | 52             | 36.6           |
| 13             | Heat de Miami                  | 25             | 57             | 30.5           |
| 14             | Raptors de Toronto             | 24             | 58             | 29.3           |
| 15             | Cavaliers de Cleveland         | 17             | 65             | 20.7           |

| Division Atlantique   | V  | D  | PCT  | GB |
| --------------------- | -- | -- | ---- | -- |
| Nets du New Jersey    | 49 | 33 | 59.8 | -  |
| 76ers de Philadelphie | 48 | 34 | 58.5 | 1  |
| Celtics de Boston     | 44 | 38 | 53.7 | 5  |
| Magic d'Orlando       | 42 | 40 | 51.2 | 7  |
| Knicks de New York    | 37 | 45 | 45.1 | 12 |
| Wizards de Washington | 37 | 45 | 45.1 | 12 |
| Heat de Miami         | 25 | 57 | 30.5 | 24 |

## Effectif
| Numéro | Joueur         | Position | Provenance                        |
| ------ | -------------- | -------- | --------------------------------- |
| 0      | Walter McCarty | SF       | Kentucky                          |
| 4      | Tony Battie    | C        | Texas Tech                        |
| 5      | Kedrick Brown  | SF       | Okaloosa-Walton Community College |
| 7      | Tony Delk      | PG       | Kentucky                          |
| 8      | Antoine Walker | PF       | Kentucky                          |
| 9      | J. R. Bremer   | PG       | St. Bonaventure                   |
| 11     | Mark Bryant    | PF       | Seton Hall                        |
| 12     | Bimbo Coles    | PG       | Virginia Tech                     |
| 30     | Mark Blount    | C        | Pitt                              |
| 34     | Paul Pierce    | SG       | Kansas                            |
| 41     | Bruno Šundov   | C        | The Winchendon School (HS)        |
| 42     | Vin Baker      | C        | University of Hartford            |
| 43     | Grant Long     | PF       | Eastern Michigan                  |
| 55     | Eric Williams  | SF       | Vincennes University, Providence  |

## Statistiques

### Saison régulière
| Joueur            | MJ | MC | MPG  | FG%  | 3P%  | FT%   | RPG | APG | SPG | BPG | PPG  |
| ----------------- | -- | -- | ---- | ---- | ---- | ----- | --- | --- | --- | --- | ---- |
| Vin Baker         | 52 | 9  | 18.1 | .478 | .000 | .673  | 3.8 | 0.6 | 0.4 | 0.6 | 5.2  |
| Tony Battie       | 67 | 62 | 25.1 | .539 | .200 | .746  | 6.5 | 0.7 | 0.5 | 1.2 | 7.3  |
| Mark Blount       | 27 | 7  | 19.2 | .563 | -    | .750  | 4.6 | 0.8 | 0.7 | 0.6 | 4.4  |
| J. R. Bremer      | 64 | 41 | 23.5 | .369 | .353 | .766  | 2.3 | 2.6 | 0.6 | 0.0 | 8.3  |
| Kedrick Brown     | 51 | 5  | 13.1 | .357 | .077 | .625  | 2.7 | 0.4 | 0.7 | 0.3 | 2.8  |
| Mark Bryant       | 2  | 0  | 4.5  | .000 | -    | -     | 1.0 | 0.5 | 0.0 | 0.0 | 0.0  |
| Bimbo Coles       | 14 | 0  | 12.5 | .449 | .000 | 1.000 | 0.8 | 1.1 | 0.4 | 0.0 | 3.7  |
| Tony Delk         | 67 | 39 | 28.0 | .416 | .395 | .782  | 3.5 | 2.2 | 1.1 | 0.1 | 9.8  |
| Grant Long        | 41 | 1  | 11.9 | .386 | .000 | .783  | 2.0 | 0.6 | 0.2 | 0.0 | 1.8  |
| Walter McCarty    | 82 | 8  | 23.8 | .414 | .367 | .622  | 3.5 | 1.3 | 1.0 | 0.3 | 6.1  |
| Mikki Moore       | 3  | 0  | 4.0  | .000 | -    | -     | 0.3 | 0.0 | 0.0 | 0.7 | 0.0  |
| Paul Pierce       | 79 | 79 | 39.2 | .416 | .302 | .802  | 7.3 | 4.4 | 1.8 | 0.8 | 25.9 |
| Bruno Šundov      | 26 | 0  | 5.3  | .250 | .250 | .000  | 1.1 | 0.3 | 0.2 | 0.1 | 1.2  |
| Antoine Walker    | 78 | 78 | 41.5 | .388 | .323 | .615  | 7.2 | 4.8 | 1.5 | 0.4 | 20.1 |
| Eric Williams     | 82 | 79 | 28.7 | .442 | .336 | .750  | 4.7 | 1.7 | 1.0 | 0.2 | 9.1  |
| Shammond Williams | 51 | 2  | 22.9 | .396 | .352 | .842  | 2.2 | 2.5 | 1.2 | 0.1 | 7.3  |
| Rubén Wolkowyski  | 7  | 0  | 3.4  | .500 | .000 | .250  | 0.1 | 0.1 | 0.0 | 0.0 | 0.7  |

### Playoffs
| Joueur         | MJ | MC | MPG  | FG%  | 3P%  | FT%  | RPG | APG | SPG | BPG | PPG  |
| -------------- | -- | -- | ---- | ---- | ---- | ---- | --- | --- | --- | --- | ---- |
| Tony Battie    | 10 | 10 | 21.3 | .564 | .000 | .500 | 4.9 | 0.5 | 0.4 | 1.4 | 6.6  |
| Mark Blount    | 10 | 0  | 14.4 | .545 | -    | .700 | 3.6 | 0.2 | 1.1 | 0.8 | 3.1  |
| J. R. Bremer   | 10 | 0  | 14.7 | .286 | .250 | .875 | 1.5 | 1.2 | 0.3 | 0.0 | 4.7  |
| Kedrick Brown  | 3  | 0  | 3.7  | .250 | -    | .500 | 0.7 | 0.0 | 0.3 | 0.0 | 1.0  |
| Mark Bryant    | 1  | 0  | 2.0  | -    | -    | -    | 0.0 | 0.0 | 0.0 | 0.0 | 0.0  |
| Bimbo Coles    | 3  | 0  | 3.0  | .000 | .000 | -    | 0.3 | 0.7 | 0.0 | 0.0 | 0.0  |
| Tony Delk      | 10 | 10 | 36.8 | .474 | .449 | .875 | 4.7 | 3.6 | 1.2 | 0.4 | 15.8 |
| Grant Long     | 8  | 0  | 4.3  | .250 | -    | -    | 0.6 | 0.1 | 0.0 | 0.0 | 0.3  |
| Walter McCarty | 10 | 8  | 35.2 | .480 | .404 | .857 | 4.3 | 2.2 | 0.8 | 0.5 | 9.9  |
| Paul Pierce    | 10 | 10 | 44.5 | .399 | .356 | .863 | 9.0 | 6.7 | 2.1 | 0.8 | 27.1 |
| Antoine Walker | 10 | 10 | 44.0 | .415 | .356 | .500 | 8.7 | 4.3 | 1.7 | 0.4 | 17.3 |
| Eric Williams  | 10 | 2  | 31.0 | .375 | .200 | .794 | 3.2 | 1.7 | 0.9 | 0.0 | 9.6  |

## Récompenses
- Paul Pierce, NBA All-Star
- Antoine Walker, NBA All-Star
- Paul Pierce, All-NBA Third Team
- J. R. Bremer, NBA All-Rookie Second Team